# Łukasz Górnicki

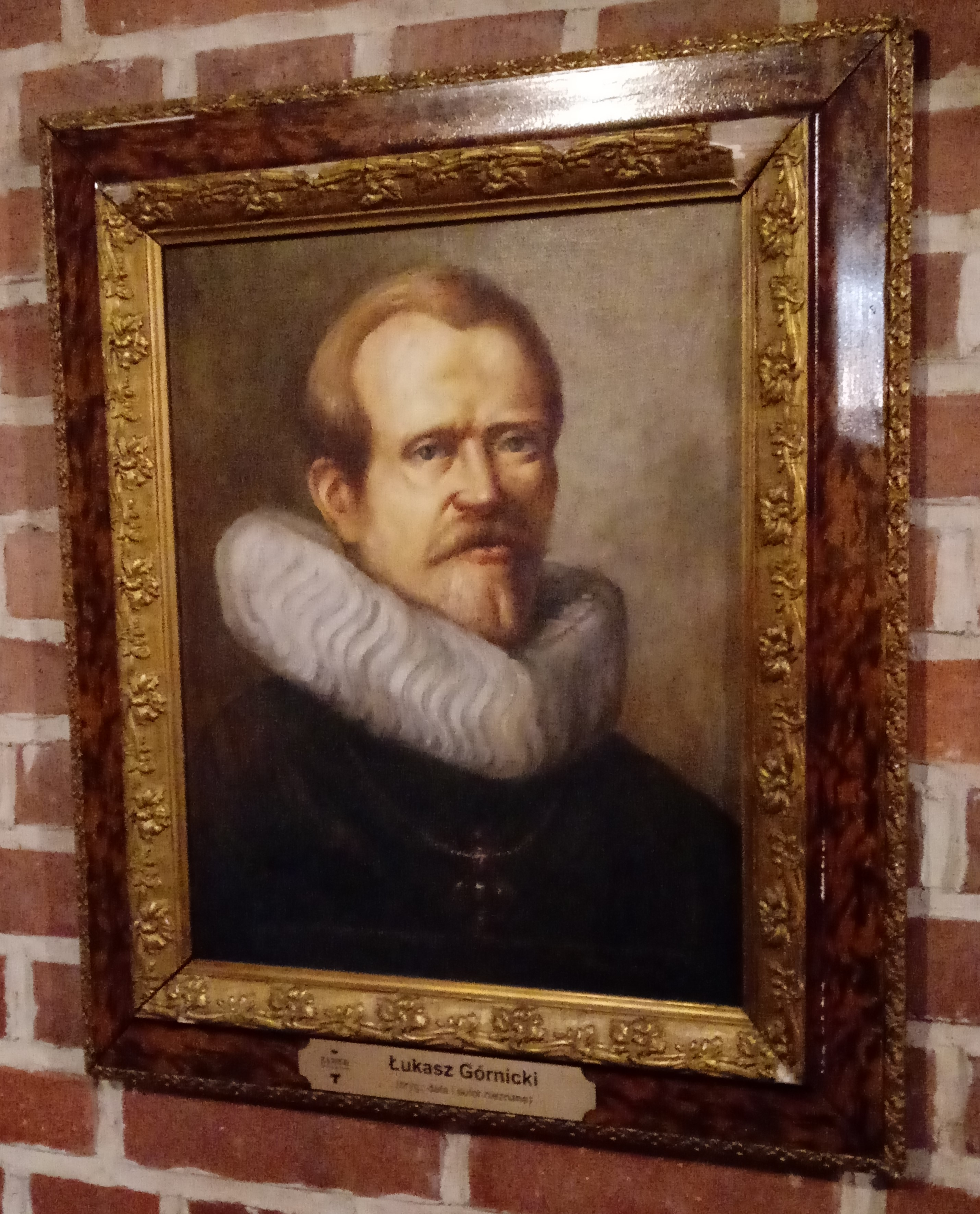

Łukasz Górnicki (1527-1603), fue un importante escritor y humanista polaco.
De familia burguesa y formado en las Universidades de Cracovia y Padua, fue secretario del rey Segismundo II Augusto Jagellón. Su íntima conexión con la corte real y sus relaciones literarias le ganaron un título nobiliario y una próspera posición económica. Tradujo a Séneca y adquirió renombre como poeta.
Muy influido por su educación humanística y su estancia en Italia, quiso introducir y adaptar las elegantes maneras renacentistas en la vida cultural e intelectual de Polonia. De este propósito deriva la composición de su obra maestra, primera gran muestra dentro de la historia literaria polaca de la prosa en lengua vernácula: Dworzanin polski (El cortesano polaco), publicada en Cracovia en 1566 y dedicada al rey. Como su título indica, se trata de una paráfrasis de la célebre obra de Baltasar de Castiglione, El cortesano. Mientras que en el original italiano, Castiglione escribe la obra en forma de diálogo entre caballeros y damas en la corte del Príncipe de Urbino, Górnicki traslada la escena a la corte del obispo canciller de la Corona, Samuel Maciejowski, introduciendo personajes o situaciones exclusivos de la vida polaca. La prosa de Górnicki imita admirablemente las sofisticadas modulaciones del italiano y se considera, en este aspecto, como modélica para futuros escritores. Destinada por su contenido a un público limitado y de élite, sin embargo El cortesano polaco incluye también fragmentos de anécdotas o de tradiciones humorísticas populares transmitidas en un tono más literario y elevado estilísticamente.
Otra obra de notable interés fue O elekcyi, wolnosci, prawie i obyczajach polskich (Discurso sobre la elección, libertad, leyes y costumbres de Polonia) publicada de forma póstuma en Cracovia en 1616. También escribió otras obras de contenido histórico y filológico.